# Pawel Siczek
Pawel Siczek (ur. 1977 w Warszawie) – szwajcarski filmowiec, reżyser i scenarzysta polskiego pochodzenia; tworzy w gatunku filmów dokumentalnych, zarówno etiudy filmowe jak i filmy pełnometrażowe.
Młodość spędził w Libii i Szwajcarii. Studiował na Wyższej Szkole Telewizji i Filmu (HFF) w Monachium na kierunku film dokomuntalny i publicystyka telewizyjna o specjalności reżyseria. Pracuje jako wolny twórca i reżyser, często we współpracy z niemieckim operatorem Danielem Samerem.

## Reżyseria
- "The Kind of Hope" (2018), 81 minut; o życiu białoruskiego opozycjonisty Andreja Sannikaua.
- "Die Hälfte der Stadt", pol. "Połowa miasteczka" (2015), 85 minut; o historii żydowskiego fotografa Chaima Bermana w m. Kozienice w I poł. XX w.[1].
- "Fußgängerzone" (2010), 59 minut.
- "Bassiona Amorosa" (2008), 98 minut; o historii wielonarodowościowego zespołu kontrabasowego Bassiona Amorosa.
- "Dorttrottel" (2006), 29 minut.
- "Sigrid und Franz" (2005), 37 minut; o ostatnich latach życia austriackiego pisarza Franza Tumlera (1912-1998).
- "Anderer Herbst" (2004), 19 minut.
- "Country" (2001), 5 minut.

## Scenariusz
- "The Kind of Hope" (2018), 81 minut; o życiu białoruskiego opozycjonisty Andreja Sannikaua.
- "Die Hälfte der Stadt", pol. "Połowa miasteczka" (2015), 85 minut; o historii żydowskiego fotografa Chaima Bermana w m. Kozienice w I poł. XX w.
- "Fußgängerzone" (2010), 59 minut.
- Anderer Herbst (2004), 19 minut.